# Miguel M. Abrahão
Miguel Martins Abrahão (n. 25 ianuarie 1961, São Paulo) este un scriitor brazilian, dramaturg, autor a numeroase lucrări pentru teatru și romane pentru adulți și copii.